# Indisk varg
Den indiska vargen, Canis lupus pallipes, är en underart av vargen, som förekommer i södra och sydöstra Asien.

## Utseende
Den indiska vargen har en längd på cirka 1,3 meter och en vikt på upp till cirka 35 kilogram. Den har ljusare päls på bröstet, magen, nosen och benen än europeisk varg.

## Utbredning
Den indiska vargen lever i skogar i Turkiet, Pakistan, Nepal, Indien, Thailand och Vietnam.  

## Föda
Den indiska vargen lever främst på smådjur som kaniner, gnagare och fåglar. Men kan också döda större djur som vildsvin, hjortdjur och antiloper som nilgau. Det händer också att den dödar rävar, jordpiggsvin, apor och tamdjur, speciellt höns. 